# Sándor Bródy
Sándor Bródy (15 de agosto de 1884 – 19 de abril de 1944) foi um futebolista húngaro que atuava como zagueiro. Bródy jogava no Ferencvárosi TC quando foi convocado para a Seleção Húngara de Futebol que participou do torneio de futebol dos Jogos Olímpicos de Verão de 1912. Pela Seleção Húngara, ele jogou 17 vezes, marcando um gol.